# 360072 Alcimedon
360072 Alcimedon este o planetă minoră (asteroid) din Asteroid troian al lui Jupiter. A fost descoperită pe 2 septembrie 2008 la Spețialnaia astrofiziceskaia observatoria RAN⁠(d) de Spețialnaia astrofiziceskaia observatoria RAN⁠(d). 
Obiectul prezintă o orbită caracterizată de o semiaxă mare de 5,1838293927594 UAi, o excentricitate de 0,086, o înclinație de 6,2 ° în raport cu ecliptica.